# Boguty-Pianki
Boguty-Pianki – wieś sołecka  w Polsce położona w województwie mazowieckim, w powiecie ostrowskim, w gminie Boguty-Pianki. Obok przepływa rzeczka Pukawka, dopływ Bugu.
W skład sołectwa Boguty-Pianki wchodzi także wieś Boguty Leśne.
Miejscowość jest siedzibą gminy Boguty-Pianki oraz siedzibą parafii rzymskokatolickiej Wszystkich Świętych.
Dawniej wieś i folwark.
W latach 1954–1972 wieś należała i była siedzibą władz gromady Boguty-Pianki. W latach 1975–1998 administracyjnie należała do województwa łomżyńskiego.

## Historia

### Historia wsi
Wieś częścią tzw. okolicy szlacheckiej Boguty w dawnej ziemi nurskiej i powiecie nurskim, powstałej na początku XV w., zasiedlonej przez Boguckich herbu Pobóg.
W roku 1775 Józef i Prosper Boguccy sprzedali wieś Stanisławowi Łazowskiemu, komornikowi ziemskiemu nurskiemu. W 1789 przez Teresę Ossolińską i jej córkę Katarzynę Jabłonowską zapisana na uposażenie szpitala szarytek w Ciechanowcu. Własnością sióstr do kasaty zgromadzenie w roku 1864.
W XVIII w. arendarzami karczmy w Bogutach, należącej w 1711 r. do Ludwika Boguckiego byli m.in.:
- 1711 - Major Aronowicz
- 1719 - Leyzor Moskowicz
- 1767 - Leyzor Michlowicz (Boguty Wielkie)
- 1768 - Hoszym Lemkowicz (Boguty-Pianki)
- 1779 - Nosym Lembkowicz (Boguty-Pianki)
- 1782 - Moszko Berkowicz (Boguty Chruściele)
- 1784 - Michel Nosymowicz
- 1785 - Herszko Nizymowicz (Boguty-Pianki)
- 1787 - Moszko Berkowicz (Boguty Leśne)
- 1792 - Moszko Wolfowicz
- 1793 - Nosym Lembkowicz z synem Herszko Nosymowiczem (Boguty-Pianki)[8].

W latach 1921–1931 wieś leżała w województwie białostockim, w powiecie ostrołęckim, w gminie Boguty.
Według Powszechnego Spisu Ludności z 1921 roku zamieszkiwało:
- folwark – 24 osoby w 3 budynkach mieszkalnych
- wieś – 84 osoby w 12 budynkach[9].

Miejscowość należała do miejscowej parafii rzymskokatolickiej. Podlegała pod Sąd Grodzki w Czyżewie i Okręgowy w Łomży; właściwy urząd pocztowy mieścił się w Bogutach.
W wyniku napaści ZSRR na Polskę we wrześniu 1939 miejscowość znalazła się pod okupacją sowiecką. Od czerwca 1941 roku pod okupacją niemiecką. Od 22 lipca 1941 do 1945 włączona w skład Landkreis Lomscha, Bezirk Bialystok III Rzeszy.
W latach 1975–1998 miejscowość administracyjnie należała do województwa łomżyńskiego.
Pod koniec wieku XIX w powiecie ostrowskim, gmina Kamieńczyk Wielki, parafia Boguty. Okolicę tworzyły:
- Boguty-Augustyny
- Boguty Wielkie ze szkółką elementarną i urzędem gminnym
- Boguty-Żurawie liczące 92 mieszkańców
- Buguty-Leśne, folwark należący do szpitala w Ciechanowcu, 10 domów i 55 mieszkańców
- Boguty-Milczki
- Boguty-Pianki lub Kościelne, 2 domy i 29 mieszkańców
- Boguty-Probostwo, wieś powstała wskutek ukazu carskiego z roku 1864, z gruntów probostwa Boguty
- Boguty-Rubiesze
- Boguty-Cietrzewki
- Boguty-Stągiewki
- Boguty-Chruściele[12]

W okresie międzywojennym posiadłość ziemską posiadała tu Marta Bogucka (111 mórg). Były tu trzy sklepy spożywcze. Pracowało dwóch szewców i dwóch stolarzy.

### Historia kościoła
W roku 1774 z fundacji Stanisława Łazowskiego i jego żony wystawiono drewnianą kaplicę, która mimo starań o utworzenie parafii pozostała filialną, kościoła w Nurze. Rozbudowana w 1820, spłonęła w 1864, odbudowana w 1865. Wtedy też prawdopodobnie utworzono parafię.
W latach 1991–1994 staraniem ks. proboszcza H. Stawiereja został wybudowany kościół murowany.
Miejscowość jest siedzibą parafii rzymskokatolickiej Wszystkich Świętych, należącej do metropolii białostockiej, diecezji łomżyńskiej, dekanatu Czyżew. W pobliżu znajduje się cmentarz parafialny. 

## Obiekty zabytkowe
- drewniany kościół parafialny pw. Wszystkich Świętych, przeniesiony w roku 2010 do Muzeum Rolnictwa w Ciechanowcu[14]
- drewniana dzwonnica z 2. połowy XIX w., dzwon z wieku XVIII, przeniesiona w 2010 roku do Muzeum Rolnictwa w Ciechanowcu
- drewniana plebania z 2. połowy XIX w.
- żeliwny krzyż przydrożny z data 1891[7].